# جوزيف لوسون
جوزيف لوسون (13 نوفمبر 1893 - 17 أبريل 1969)  (بالإنجليزية: Joseph Lawson)‏ هو لاعب كريكت بريطاني (وحمل سابقاً جنسية المملكة المتحدة لبريطانيا العظمى وأيرلندا).